# Lucas Höler
Lucas Höler (Achim, 10 maart 1994) is een Duits voetballer die doorgaans speelt als spits. In januari 2018 verruilde hij SV Sandhausen voor SC Freiburg.

## Clubcarrière
Höler speelde in de jeugd van Hansa Schwanewede, Osterholz-Scharmbeck en Blumenthaler SV, voor hij in 2013 terechtkwam bij VfB Oldenburg. In de Regionalliga maakte hij negen doelpunten in vierendertig wedstrijden, waarna Mainz 05 hem aantrok voor het reserveteam, acterend in de 3. Liga. Ook een divisie hoger kwam hij veelvuldig tot scoren, achtereenvolgens tien en elf treffers per seizoen. SV Sandhausen, actief in de 2. Bundesliga, trok hem in de zomer van 2016 aan. De aanvaller tekende een contract voor twee jaar, met een optie op een derde seizoen. In zijn eerste seizoen scoorde hij zesmaal en in de eerste helft van de jaargang 2017/18 kwam hij tot zeven doelpunten in zestien duels. In januari 2018 trok SC Freiburg hem aan. Bij Freiburg zette Höler zijn handtekening onder een verbintenis voor de duur van vierenhalf jaar.

## Clubstatistieken
| Seizoen | Club          | Competitie    | Competitie | Competitie | Beker | Beker | Internationaal | Internationaal | Totaal | Totaal |
| Seizoen | Club          | Competitie    | Wed.       | Dlp.       | Wed.  | Dlp.  | Wed.           | Dlp.           | Wed.   | Dlp.   |
| ------- | ------------- | ------------- | ---------- | ---------- | ----- | ----- | -------------- | -------------- | ------ | ------ |
| 2013/14 | VfB Oldenburg | Regionalliga  | 34         | 9          | 0     | 0     | —              | —              | 42     | 0      |
| 2014/15 | Mainz 05 II   | 3. Liga       | 26         | 10         | —     | —     | —              | —              | 26     | 10     |
| 2015/16 | Mainz 05 II   | 3. Liga       | 37         | 11         | —     | —     | —              | —              | 37     | 11     |
| 2016/17 | SV Sandhausen | 2. Bundesliga | 32         | 6          | 2     | 0     | —              | —              | 34     | 6      |
| 2017/18 | SV Sandhausen | 2. Bundesliga | 16         | 7          | 1     | 1     | —              | —              | 17     | 7      |
| 2017/18 | SC Freiburg   | Bundesliga    | 14         | 1          | 0     | 0     | —              | —              | 14     | 1      |
| 2018/19 | SC Freiburg   | Bundesliga    | 26         | 4          | 2     | 0     | —              | —              | 28     | 4      |
| 2019/20 | SC Freiburg   | Bundesliga    | 34         | 8          | 2     | 0     | —              | —              | 36     | 8      |
| 2020/21 | SC Freiburg   | Bundesliga    | 33         | 4          | 2     | 0     | —              | —              | 35     | 4      |
| 2021/22 | SC Freiburg   | Bundesliga    | 34         | 7          | 6     | 0     | —              | —              | 40     | 7      |
| 2022/23 | SC Freiburg   | Bundesliga    | 26         | 5          | 3     | 1     | 3              | 0              | 32     | 6      |
| 2023/24 | SC Freiburg   | Bundesliga    | 33         | 7          | 2     | 0     | 10             | 0              | 45     | 7      |
| 2024/25 | SC Freiburg   | Bundesliga    | 31         | 6          | 3     | 1     | —              | —              | 34     | 7      |
| Totaal  | Totaal        | Totaal        | 376        | 86         | 23    | 3     | 13             | 0              | 412    | 89     |

Bijgewerkt op 28 mei 2025.